# Pose (photographie)
Pour les articles homonymes, voir Pose.
La pose ou temps de pose est en photographie le temps d'exposition de la surface sensible (pellicule argentique en photographie traditionnelle ou capteur photographique en photographie numérique) à la lumière, lors de la prise de vue photographique.
On appelle également pose la posture que prend le modèle ou le mannequin afin d'effectuer une prise de vue. Ce terme est utilisé dans l'ensemble des arts visuels.

## Sourire
Depuis l'apparition de la photographie publicitaire, certains mots particuliers sont prononcés par les sujets photographiés afin d'ébaucher un sourire :
- Cheese inventé par les Anglais en 1920
- Ouistiti en France
- Patata en Espagne
- Omelett en Suède
- Dzem ou konfitury en Pologne (Traduction française : Confiture)
- Kimchi en Corée
- Khbiiz au Maroc (Traduction française : Pain)